# Cespitosa

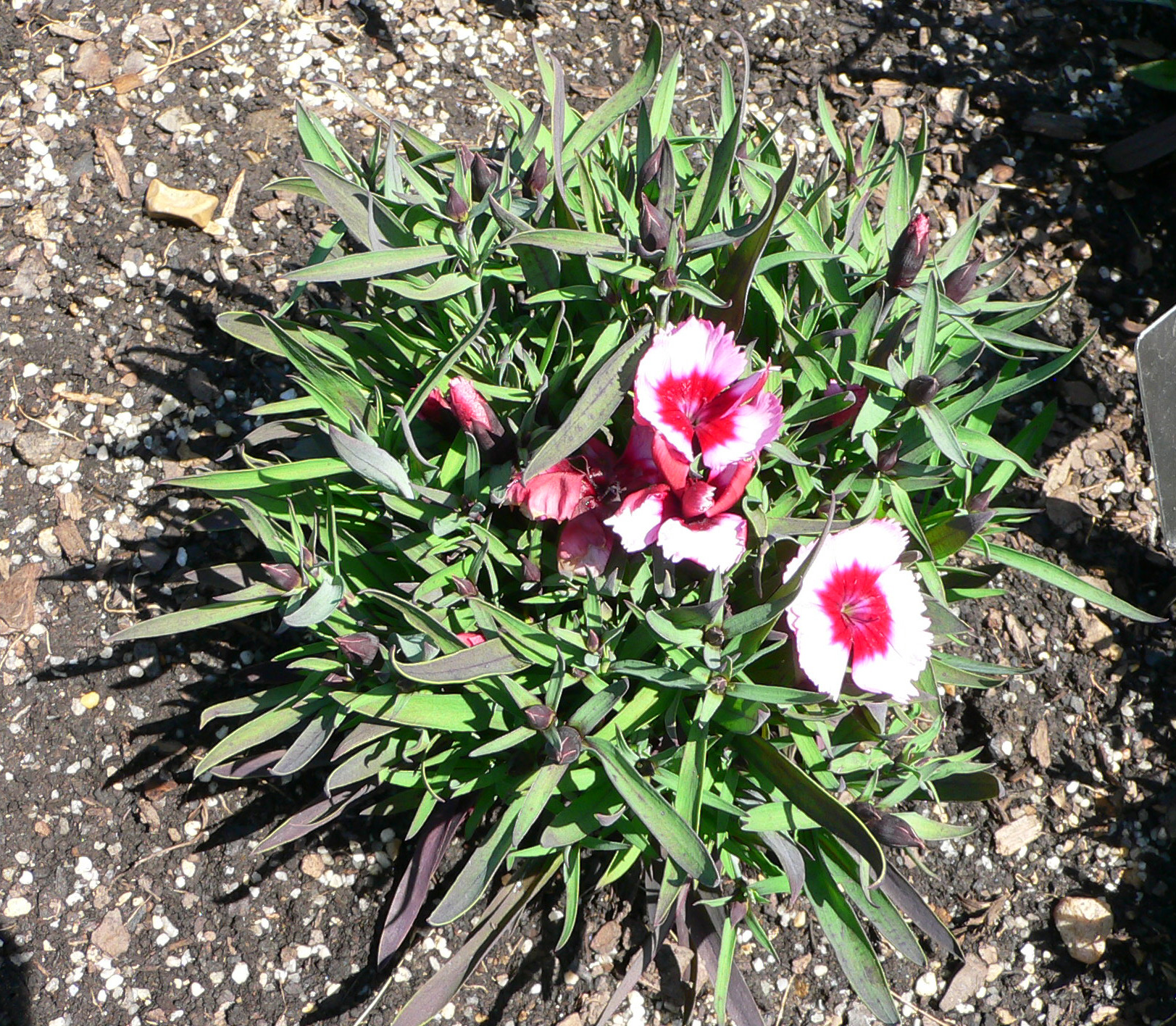
Dianthus chinensis es una hierba cespitosa

Se denomina cespitosa a una planta o hierba menuda y tupida que cubre el suelo formando un césped. Se trata de especies gramíneas o graminoides. Sus brotes crecen muy pegados unos de otros y de forma continua. Pueden llegar a cubrir (encespedar) extensiones de terreno más o menos grandes.

## Características
Las plantas cespitosas poseen un aspecto de cojín ramificado, originado en la base. Son comunes en los pastos cespitosos (familia Poaceae). Se ramifican densamente por macollo intravaginal.
Tiene un buen sistema radical (fuerte y profuso), rizo matosa, de tallos finos e internodios cortos, con hojas finas y cortas de color verde fuerte. La palabra también se aplica a ciertos hongos que crecen en grupos numerosos.